# Warp Five
Warp Five Inc. war ein US-amerikanischer Hersteller von Automobilen.

## Unternehmensgeschichte
Das Unternehmen wurde am 8. August 1983 in Blue Springs in Missouri gegründet. 1992 begann mit der Übernahme zweier Projekte von Manta Cars die Produktion von Automobilen und Kit Cars. Der Markenname lautete Warp Five. Am 2. August 2001 wurde das Unternehmen aufgelöst. Zwei Quellen geben davon abweichend an, dass die Produktion bis 2005 lief.

## Fahrzeuge
Der Manta GT war der überarbeitete Nachfolger des Manta Mirage von Manta Cars und der Montage der Nachfolger des Manta Montage. Die Radaufhängungen kamen nun vom Ford Mustang II. Anstelle des bisherigen Boxermotors vom Chevrolet Corvair trieb ein Motor von Porsche die Fahrzeuge an.
Der Starship hatte einen Motorradmotor. Die beiden Sitzen waren hintereinander angeordnet. Ungewöhnlich war die Radanordnung: Ein Rad vorne, zwei in der Mitte und eines hinten.